# Springfield (Oregon)
Springfield é uma cidade localizada no estado norte-americano de Oregon, no Condado de Lane.
A família Briggs primeiro estabeleceu a área de Springfield, chegando em 1848. A comunidade foi incorporada como uma cidade em 1885. A cidade foi nomeada após uma nascente natural localizada em um campo ou pradaria dentro dos limites da cidade atual. Durante a maior parte do século XX, a economia de Springfield dependia em grande parte da indústria madeireira do Oregon, mas desde a década de 1990 a economia se diversificou, sendo agora a PeaceHealth a maior empregadora da cidade. A educação pública na cidade é fornecida pelo Distrito Escolar de Springfield.

## História
Os primeiros habitantes da área eram o povo Kalapuya. Também às vezes escrito como Calapooia ou Calapooya, o povo mantinha o vale e suas principais fontes de alimento por queima controlada .
Springfield foi colonizada quando Elias e Mary Briggs e sua família chegaram em 1848. Eles estavam entre os primeiros a viajar para a região através da "Rota do Sul" pelo Lago Klamath, passando pelas Cascades, no Vale Rogue e depois ao norte até o Willamette.
De acordo com registros de reivindicação de terras de doações, Stevens foi o primeiro colono a fazer uma reivindicação no local de Springfield, chegando em outubro de 1847. Ele começou a construir uma casa com seus três filhos mais velhos, e quando a casa foi concluída em dezembro, o resto de família se juntou a ele no dia de Natal daquele ano.
Em maio de 1992, o município tornou-se o primeiro nos Estados Unidos a incluir legislação antigay em sua carta de cidade depois de uma campanha da Aliança dos Cidadãos do Oregon . No entanto, o legislativo estadual aprovou mais tarde uma lei que impedia que as ordenanças antigays fossem aplicadas.

## Economia
Durante anos, a economia de Springfield dependia da indústria madeireira, com o maior empregador sendo a WeyerhaeuserCompany. A Weyerhaeuser abriu seu complexo de Springfield em 1949 e, após anos de extração agressiva de madeira, foi forçada a reduzir o tamanho, à medida que a madeira antiga se tornava menos disponível. Na década de 1990, as plantas de serraria e compensado (compensado) da Weyerhaeuser fecharam e a fábrica de papel foi reduzida. Springfield desenvolveu agora uma economia mais diversificada.
O irmão de Ken Kesey, Chuck, e a esposa de Chuck, Sue, começaram o Springfield Creamery em 1960. O negócio sobrevive hoje baseado parcialmente nas vendas de seu principal produto, Nancy's Yogurt, desenvolvido a partir de receitas de Nancy Hamren. Na década de 1970, o laticínio evitou a falência com a ajuda da banda de rock Grateful Dead, que ao longo do tempo realizou uma série de 10 concertos beneficentes em nome do laticínio. O documentário Sunshine Daydream foi filmado na primeira apresentação em 27 de agosto de 1972 .
A cidade de Springfield é cercada por pomares de avelã. A produção diminuiu ao longo do tempo, à medida que os campos foram sendo desenvolvidos. A cidade era patrocinadora anual do Filbert Festival no início de agosto como uma celebração geral de verão, com música, comida e diversão para a família; foi cancelado em 2007 devido à retirada de um patrocinador-chave e o futuro do festival é incerto. A colheita de filbert ocorre em outubro. 98% da produção americana de filbert é colhida no Vale do Willamette.

## Demografia
Segundo o censo norte-americano de 2000, a sua população era de 52.864 habitantes.
Em 2006, foi estimada uma população de 55.848, um aumento de 2984 (5.6%).

## Geografia
De acordo com o United States Census Bureau tem uma área de
37,3 km², dos quais 37,3 km² cobertos por terra e 0,0 km² cobertos por água. Springfield localiza-se a aproximadamente 156 m acima do nível do mar.

## Os Simpsons
De acordo com o criador da série, Matt Groening, a inspiração da cidade fictícia de Os Simpsons é a cidade no estado de Oregon. A verdadeira localização da cidade da família animada da TV foi mantida em segredo por cerca de 23 anos, até ser revelada a sua verdadeira inspiração. "Springfield na verdade é uma cidade no Oregon. A única razão é: quando eu era uma criança, existia um programa chamado "Papai Sabe Tudo", que era situado nessa Springfield  e eu fiquei emocionado na época por que imaginei que fosse a cidade mais próxima a Portland, minha cidade natal", disse Matt, em entrevista a "Smithsonian Magazine".
Dias depois ele desmentiu que essa seja a Springfield em que ele se inspirou.Ele disse "nunca disse que Springfield estava em Oregon". Ele afirma que Springfield era o nome do seu trenó.

## Localidades na vizinhança
O diagrama seguinte representa as localidades num raio de 28 km ao redor de Springfield.